# سفارة البرتغال في النرويج
سفارة البرتغال في النرويج هي أرفع تمثيل دبلوماسي لدولة البرتغال لدى النرويج. تقع السفارة في أوسلو وهي تهدف لتعزيز المصالح البرتغالية في النرويج.